# فرودگاه بین‌المللی کانکون، کینتانا رو
فرودگاه بین‌المللی کانکون، کینتانا رو (به انگلیسی: Cancún International Airport) یک فرودگاه همگانی مسافربری با کد یاتا CUN است . این فرودگاه در شهر کانکون، کینتانا رو کشور مکزیک قرار دارد و در ارتفاع ۶ متری از سطح دریا واقع شده‌است.

## شرکت‌های هواپیمایی و مقصدهای پروازی

### مسافری
| شرکت‌های هواپیمایی                      | مقصدهای پروازی |
| -------------------------------------- | --- |
| ارولینیاس آرژانتیناس                   | مینیسترو پیستارینی |
| Aeromar                                | منیول کرسسنسیو ریجون، مکزیکو سیتی، سوسوکوتلن, آنگل الباینوو کورزو، کارلووس روویروسا پرز |
| آئرومکزیکو                             | دن میگوئل هیدالگو وای کوستیا، خوزه مارتی، مکزیکو سیتی |
| آئرومکزیکو کانکت                       | مکزیکو سیتی، ژنرال ماریانو اسکبیدو |
| Aerotucán                              | کوزومل |
| ایر کانادا                             | فصلی: هلفکس استانفیلد، مک‌دونالد-کارتیر اتاوا، وینیپگ جیمز آرمسترانگ ریچاردسون |
| ایر کانادا روژ                         | مونترآل-پییر الیوت ترودو، پیرسون تورنتو فصلی: کالگری، ونکوور |
| ایر اروپا                              | مادرید-باراخاس |
| ایر فرانس                              | شارل دوگل پاریس |
| Air Transat                            | مونترآل-پییر الیوت ترودو، پیرسون تورنتو، ونکوور فصلی: کالگری، ادمونتون، هلفکس استانفیلد، جان سی. منرو همیلتن، کلونا، لندن، مک‌دونالد-کارتیر اتاوا، ژان لوساژ شهر کبک، رجاینا، ساسکاتون جان گ. دیفنبکر، ویکتوریا، وینیپگ جیمز آرمسترانگ ریچاردسون |
| Air Transat اجرا توسط Flair Airlines   | کالگری، ادمونتون |
| آلاسکا ایرلاینز                        | فصلی: سیاتل-تاکوما |
| امریکن ایرلاینز                        | شارلوت داگلاس، اوهر شیکاگو، دالاس-فورت ورث، لس‌آنجلس، میامی، جان اف کندی، فیلادلفیا، فینکس اسکای هاربر فصلی: لوگان، کانزاس‌سیتی، نشویل، پیتسبورگ، رالی-دورهام |
| Apple Vacations                        | چارتر فصلی: ثرگود مارشال بالتیمور واشینگتن، لوگان، شیکاگو راکفرد، کپیتل ریجن، ژنرال میچل، پیتسبورگ |
| اویانکا                                | ال دورادو |
| اویانکا کاستاریکا                      | خوآن سانتاماریا، السالوادور |
| اویانکا پرو                            | خورخه چاوز |
| بلو پاناروما ایرلاینز                  | میلانو مالپنسا، لئوناردو دا وینچی-فیومیچینو |
| بریتیش ایرویز                          | گاتویک |
| کوندور فلوگدینست                       | فرانکفورت، مونیخ |
| کوپا ایرلاینز                          | توکومن |
| هواپیمایی کوبا                         | خوزه مارتی |
| دلتا ایرلاینز                          | هارتسفیلد-جکسون آتلانتا، متروپولیتن شهرستان وین دیترویت، لس‌آنجلس، مینیاپولیس−سنت پل، جان اف کندی، سالت‌لیک‌سیتی فصلی: ثرگود مارشال بالتیمور واشینگتن، لوگان، سینسیناتی/کنتاکی شمالی، پورت کلمبوس، بردلی، ایندیاناپلیس، کانزاس‌سیتی، ژنرال میچل، نشویل، لوئیز آرمسترانگ نیو اورلنان، اورلاندو، پیتسبورگ، رالی-دورهام، سیاتل-تاکوما، تمپا، دالس واشینگتن |
| EasySky                                | تونکنتین |
| ادلوایس ایر                            | فصلی: زوریخ |
| یورو وینگز                             | فصلی: مونیخ (آغاز از ۱۸ آوریل ۲۰۱۸) |
| Evelop Airlines                        | مادرید-باراخاس |
| فرانتیر ایرلاینز                       | کلیولند هاپکینز، اوهر شیکاگو، دنور، کانزاس‌سیتی (آغاز از ۱۱ دسامبر ۲۰۱۷), اورلاندو (آغاز از ۳۱ اکتبر ۲۰۱۷), فیلادلفیا، لامبرت-ست لوی فصلی: سینسیناتی/کنتاکی شمالی |
| Interjet                               | ال دورادو، دن میگوئل هیدالگو وای کوستیا، خوزه مارتی، دل بایو، لس‌آنجلس، مکزیکو سیتی، ژنرال ماریانو اسکبیدو، مونترآل-پییر الیوت ترودو، جان اف کندی، ال آی سی. آدولفو لوپز ماتئوس، پیرسون تورنتو |
| جت‌بلو                                  | لوگان، فورت لادردیل–هالیوود، جان اف کندی، اورلاندو |
| لان ایرلاینز                           | کومودورو ارتورو مرینو بنیتز |
| لان کلمبیا                             | ال دورادو |
| لان پرو                                | خورخه چاوز |
| لوت پولیش ایرلاینز                     | چارتر: شوپن ورشو |
| لوفت‌هانزا اجرا توسط لوفت‌هانزا سیتی‌لاین | فصلی: فرانکفورت |
| Magni                                  | دن میگوئل هیدالگو وای کوستیا، دل بایو، مکزیکو سیتی، ژنرال ماریانو اسکبیدو چارتر فصلی: ال آی سی. خزوس تران پردو، ژنرال روبرتو فیرو ویلالوبوس، کتسالکوآتل، پونچیانو آریاگا |
| مایا آیلند ایر                         | فیلیپس اس. دبلیو. گلدسان |
| MAYAir                                 | چتومال، کینتانا رو، کوزومل، منیول کرسسنسیو ریجون، ژنرال هریبرتو یارا، کارلووس روویروسا پرز |
| Neos                                   | Scheduled charter: میلانو مالپنسا، لئوناردو دا وینچی-فیومیچینو، ورونا |
| نوردویند ایرلاینز                      | چارتر: شرمتیوو |
| Orbest اجرا توسط Evelop Airlines       | فصلی: لیسبون پورتلا |
| ساوت‌وست ایرلاینز                       | هارتسفیلد-جکسون آتلانتا، ثرگود مارشال بالتیمور واشینگتن، میدوی شیکاگو، دنور، فورت لادردیل–هالیوود، ویلیام پی. هابی، لس‌آنجلس، نشویل (آغاز از ۱۱ نوامبر ۲۰۱۷)، لامبرت-ست لوی (آغاز از ۱۱ نوامبر ۲۰۱۷) فصلی: آستین، ایندیاناپلیس (آغاز از ۱۰ مارس ۲۰۱۸), ژنرال میچل، سن آنتونیو                                                                        |
| Spirit Airlines                        | ثرگود مارشال بالتیمور واشینگتن (آغاز از ۹ نوامبر ۲۰۱۷), اوهر شیکاگو (آغاز از ۹ نوامبر ۲۰۱۷), دالاس-فورت ورث، متروپولیتن شهرستان وین دیترویت، فورت لادردیل–هالیوود، جرج بوش |
| Sun Country Airlines                   | دالاس-فورت ورث، مینیاپولیس−سنت پل |
| سان‌وینگ ایرلاینز                       | کالگری، ادمونتون، مونترآل-پییر الیوت ترودو، ژان لوساژ شهر کبک، پیرسون تورنتو، ونکوور فصلی: سی‌اف‌بی باگوتویل، فردریکتون، هلفکس استانفیلد، کلونا، گریتر مانکتن، مک‌دونالد-کارتیر اتاوا، رجاینا، ساسکاتون جان گ. دیفنبکر، سنت جان، تاندر بی، ویندزر، وینیپگ جیمز آرمسترانگ ریچاردسون                                                                     |
| Thomas Cook Airlines                   | گاتویک، منچستر فصلی: گلاسگو، استانستد لندن |
| Thomas Cook Airlines Scandinavia       | چارتر: کپنهاگ، گاردرموئن اسلو، استکهلم-آرلاندا |
| Thomson Airways                        | بیرمنگام، گاتویک، استانستد لندن، منچستر فصلی: بریستول، ایست میدلند، ادینبرو، گلاسگو، هلسینکی، نیوکاسل، استکهلم-آرلاندا چارتر فصلی: دوبلین |
| Tropic Air                             | فیلیپس اس. دبلیو. گلدسان |
| TUI fly Belgium                        | بروکسل |
| تی‌یوآی ایرلاینز نیدرلندز               | اسخیپول آمستردام، شوپن ورشو |
| یونایتد ایرلاینز                       | اوهر شیکاگو، دنور، جرج بوش، لس‌آنجلس، لیبرتی نیوآرک، سانفرانسیسکو، دالس واشینگتن فصلی: آستین، کلیولند هاپکینز، لوئیز آرمسترانگ نیو اورلنان، سن آنتونیو |
| Vacation Express                       | چارتر فصلی: هارتسفیلد-جکسون آتلانتا، بوفالو نیاگارا، شارلوت داگلاس، سینسیناتی/کنتاکی شمالی، پورت کلمبوس، ایندیاناپلیس، ممفیس، میامی، نشویل، لوئیز آرمسترانگ نیو اورلنان، لیبرتی نیوآرک، پیتسبورگ، تی. اف. گرین، تمپا |
| ویرجین آتلانتیک                        | گاتویک |
| ویواآئروبوس                            | آبراهام گونزالس، دن میگوئل هیدالگو وای کوستیا، دل بایو، مکزیکو سیتی، ژنرال ماریانو اسکبیدو، هرمانوس سردن، کوئره‌تارو، ژنرال لوسیو بلانکو، ژنرال فرنسیسکو خاویر مینا، آنگل الباینوو کورزو، ژنرال هریبرتو یارا، کارلووس روویروسا پرز |
| Volaris                                | ال آی سی. خزوس تران پردو، دن میگوئل هیدالگو وای کوستیا، لا آررا، دل بایو، مکزیکو سیتی، ژنرال ماریانو اسکبیدو، هرمانوس سردن، کوئره‌تارو، لوئیز مونز مارین، پونچیانو آریاگا، تیخوانا، ال آی سی. آدولفو لوپز ماتئوس، آنگل الباینوو کورزو، ژنرال هریبرتو یارا، کارلووس روویروسا پرز فصلی: ژنرال روبرتو فیرو ویلالوبوس، آبراهام گونزالس                   |
| Volaris Costa Rica                     | خوآن سانتاماریا |
| Wamos Air                              | مادرید-باراخاس |
| وست جت                                 | کالگری، پیرسون تورنتو، ونکوور فصلی: ادمونتون، هلفکس استانفیلد، جان سی. منرو همیلتن، کلونا، مونترآل-پییر الیوت ترودو، مک‌دونالد-کارتیر اتاوا، رجاینا، ساسکاتون جان گ. دیفنبکر، ویکتوریا، وینیپگ جیمز آرمسترانگ ریچاردسون |
| Wingo                                  | ال دورادو |
| ایکس‌ال ایرویز فرانسه                   | شارل دوگل پاریس |

### باری
| شرکت‌های هواپیمایی      | مقصدهای پروازی                                                         |
| ---------------------- | ---------------------------------------------------------------------- |
| Amerijet International | فیلیپس اس. دبلیو. گلدسان، سیوداد دل کارمن، منیول کرسسنسیو ریجون، میامی |
| Estafeta Carga Aérea   | منیول کرسسنسیو ریجون، میامی                                            |
| فدکس اکسپرس            | میامی                                                                  |